# Col de Rossatière
Le col de Rossatière est un col autoroutier des Terres froides situé dans le département de la Isère. Ce col de l'autoroute A48 se trouve à 569 m d'altitude.

## Géographie

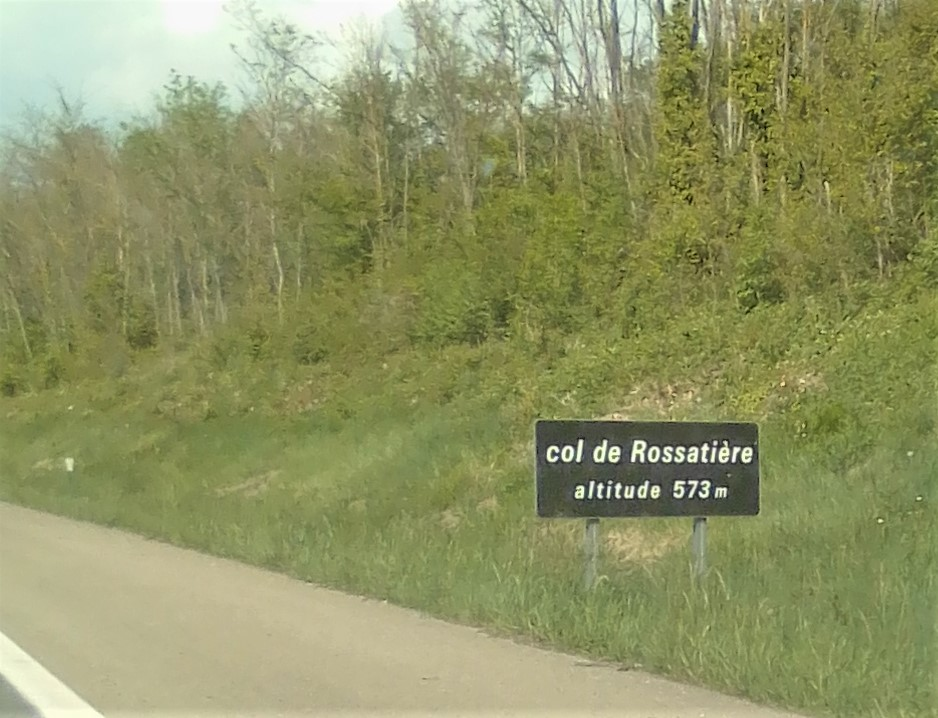
Panneau du col de Rossatière sur l'A48.

Le col marque approximativement la limite administrative entre les communes de Bizonnes à l'ouest et de Châbons à proximité du hameau de cette dernière commune dont il a reçu le nom. 
Ce passage, positionné au sud du plateau des Terres froides, est situé au niveau du PK57, ce qui permet à l'autoroute de relier la trouée de Colombe, qui est une vallée sèche au sud, à la vallée de l'Hien, affluent de la Bourbre.
Si l'altitude du col est évaluée à 569 mètres par l'IGN, le panneau autoroutier indique 573 mètres. Depuis 2019, une station météorologique est installée au niveau du col à Bizonnes, à une altitude de 568 m.

## Histoire
Il est tombé plus d'un mètre de neige du 8 au 13 décembre 1990. Les fortes précipitations sur ce secteur, conjuguées aux fortes pentes (5 %) de l'autoroute, peuvent entraîner des situations de blocage du trafic routier. Un incident identique a frappé ce même col dans des conditions similaires en novembre 2013.